# 1058
| Calendário gregoriano                                                        | 1058 MLVIII                                          |
| Ab urbe condita                                                              | 1811                                                 |
| Calendário arménio                                                           | 507 – 508                                            |
| Calendário bahá'í                                                            | -786 – -785                                          |
| Calendário budista                                                           | 1602                                                 |
| Calendário chinês                                                            | 3754 – 3755 Início a 27 de janeiro (aproximadamente) |
| Calendário copta                                                             | 774 – 775                                            |
| Calendário etíope                                                            | 1050 – 1051                                          |
| Calendários hindus - Vikram Samvat - Calendário nacional indiano - Cáli Iuga | 1113 – 1114 979 – 980 4158 – 4159                    |
| Calendário Holoceno                                                          | 11058                                                |
| Calendário islâmico                                                          | 450 – 451                                            |
| Calendário judaico                                                           | 4818 – 4819                                          |
| Calendário persa                                                             | 436 – 437                                            |
| Calendário rúnico                                                            | 1308                                                 |
| Calendário solar tailandês                                                   | 1601                                                 |

1058 (MLVIII, na numeração romana) foi um ano comum do século XI do Calendário Juliano, da Era de Cristo, e a sua letra dominical foi D (53 semanas), teve início a uma quinta-feira e terminou também a uma quinta-feira.
No território que viria a ser o reino de Portugal estava em vigor a Era de César que já contava 1096 anos.
| Ano completo                        |
| ----------------------------------- |
| Ano comum com início à quinta-feira |

## Eventos
- 27 de junho — os almorávidas Abedalá ibne Iacine e Abu Becre ibne Omar conquistam Agmate, a capital dos Magrauas.
- Fernando I de Leão e Castela conquista Viseu.
- O emir Almuzafar Alaftas paga aos cristãos para abandonarem o reino de Badajoz.
- Badis ben Habus, rei zirida de Granada, assume o trono da taifa de Málaga, que tinha conquistado em 1053.

## Nascimentos
- Boemundo I de Antioquia
- Odo I, Duque da Borgonha — duque da Borgonha m. 1103.

## Mortes
- Diego Lains — cavaleiro de Burgos e Senhor de Vivar (n. c. 1000).